# Misión 52
Misión 52 es una película de Argentina dirigida por Mario C. Lugones sobre el guion de Reynaldo Tettamanti que, producida en 1962, nunca fue estrenada comercialmente y que tuvo como protagonistas a Olga Zubarry, Lautaro Murúa, Ubaldo Martínez y Ricardo Castro Ríos.Hubo filmación de exteriores en Córdoba, La Rioja y Mendoza.
La película fue filmada en una época en que la poliomielitis  era un tema de interés nacional pues en 1961 hubo un rebrote de la enfermedad y se recordaba la epidemia de 1956 que había afectado a unos 6.000 niños en toda la Argentina y se debieron traer pulmotores del exterior ante la insuficiencia de los que había en el país. La desactualización del tema, producida por la difusión de la vacuna contra la enfermedad, derivó en el no estreno comercial del filme. 

## Sinopsis
Durante una epidemia de poliomielitis, la Fuerza Aérea Argentina lleva pulmotores para enfermos del interior del país.

## Reparto
- Olga Zubarry
- Lautaro Murúa
- Ubaldo Martínez
- Ricardo Castro Ríos
- Carlos Gómez
- Alberto Barcel